# 中央美术学院

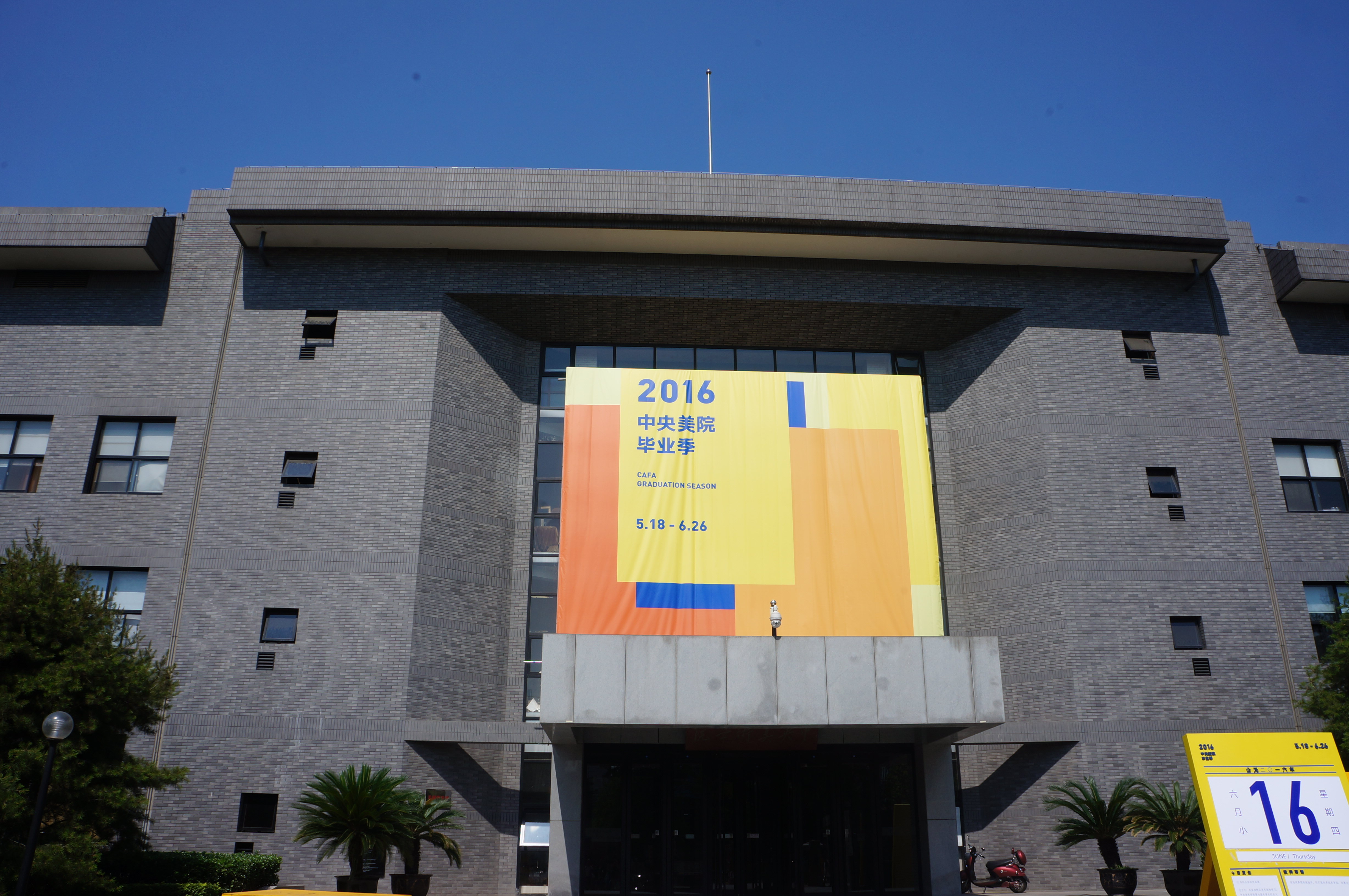
中央美术学院正门

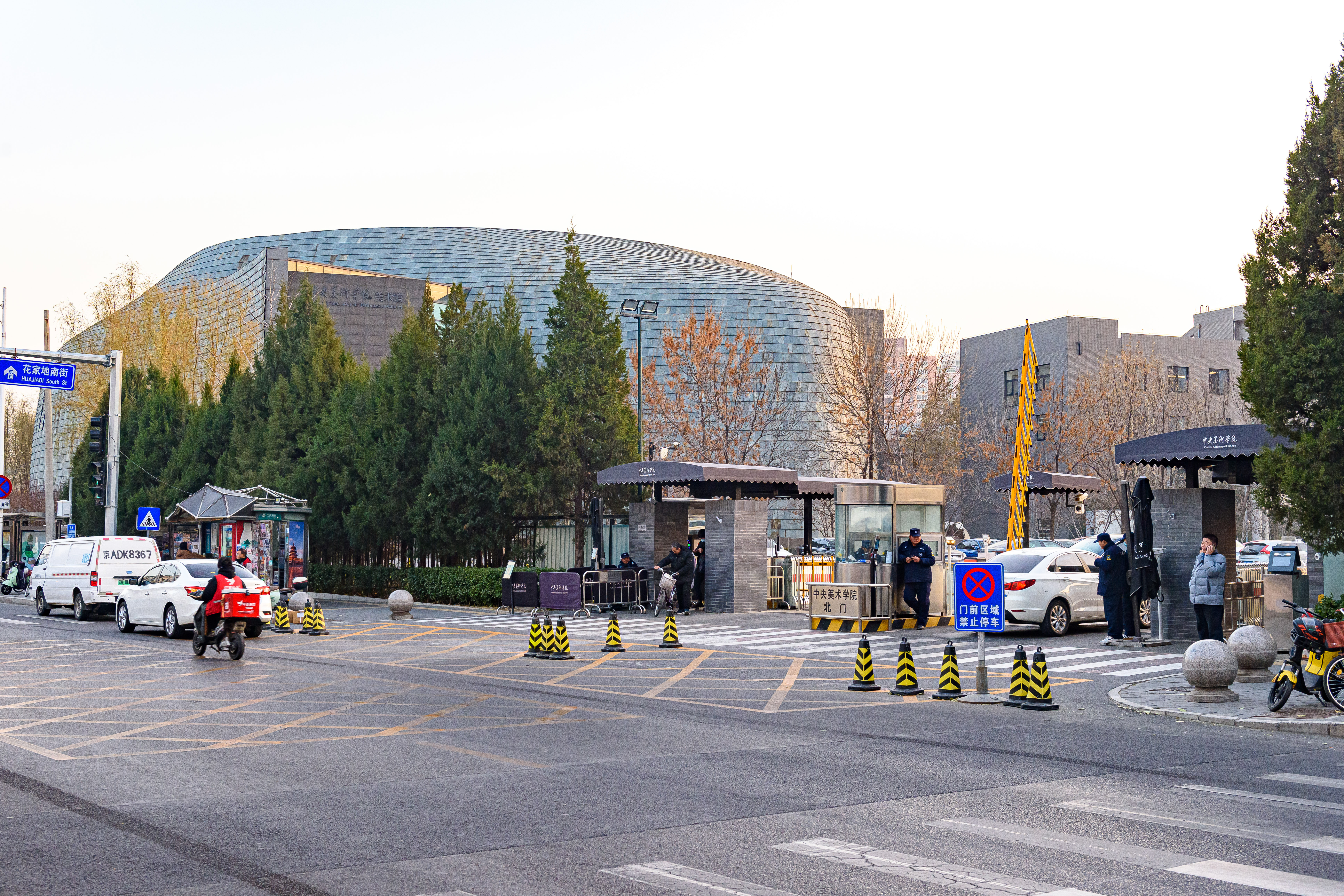
中央美术学院北门和美术馆

中央美术学院（英語：Central Academy of Fine Arts，CAFA），简称中央美院、央美、中美院，成立于1950年4月，由国立北平艺术专科学校与华北大学三部美术系合并而成。是中华人民共和国教育部直属高等美术院校。很多知名的艺术家画家都出自这里，在中国美术界中扮演着十分重要的位置。

## 学校概况
中央美术学院是中华人民共和国教育部直属的唯一一所高等美术学校。
现设有中国画学院、造型学院、设计学院、建筑学院、人文学院、城市设计学院、实验艺术学院、艺术管理与教育学院八个专业分院，并设有造型艺术研究所、继续教育学院和附属中等美术学校。学院每年招收中专生（附中）、专科生（成人教育）、本科生、硕士研究生、博士研究生和各类进修生。现有在职教职工572人，在校本科生和研究生4700余名和来自十几个国家的留学生百余名。学院教学科研面积共占地495亩，总建筑面积24.7万平方米。
学院致力于建设造型、设计、建筑、人文等学科群相互支撑、相互影响的现代形态美术教育学科结构，在构建新世纪中国特色的美术教育体系中发挥引领作用，以鲜明的中国特色、高水平的教学质量和研究成果，赢得国际美术教育界的高度赞誉，成为中国高等美术教育领域具有代表性、引领性和示范性的美术院校，并在国际一流的美术院校中享有重要地位。
依据教育部学位与研究生教育发展中心排行，中央美术学院在中國所有的艺术院校中美术学专业排名第一，设计学排行第二，艺术学理论专业与清华大学并列排名第三。
2019年，中央美术学院在QS世界大学排名（艺术与设计）中，排名第27。
2022年，中央美术学院在QS世界大学排名（艺术&设计）中，排名第22。

## 历史沿革

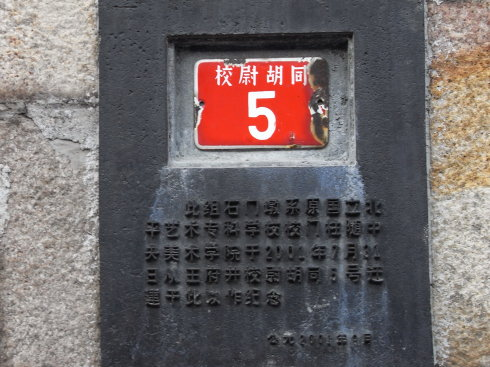
中央美术学院原校址 校尉胡同5号

- 前身追溯至1918年，蔡元培先生成立的国立北京美术学校，位於西城前京畿道一座四合院內，最初設立繪畫科和圖案科。美术教育家郑锦担任第一任校长。这是中国历史上第一所国立美术教育学府。建校之際，北京美術學校在教育規格上是「中等部」，1919年經北洋政府批准升格為高等學校，計有中國畫系、西洋畫系以及圖案系。
- 1922年改名國立北京美術專門學校，1925年改國立北京藝術專門學校，增加戲劇和音樂等科系。林風眠在1925年到1927年擔任不到兩年的校長，聘請齊白石任教。
- 蔡元培於1927年實施教育改革，教育部改為大學院，實行大學行政區制度，華北大學區的高校合併，改為京師大學校美術專門部，次年（1928年）改稱國立北平大學藝術學院。改革失敗後，1930年秋改回國立北平藝術專科學校；1932年停辦，1934年復校，设绘画、雕塑、图工三科。
- 七七事变后，学校内迁。1938年在湖南沅陵与国立杭州艺术专科学校合并為国立艺术专科学校，设有音乐系。1941年学校迁重庆，音乐系停办，原音乐系高班生借读于重庆青木关国立音乐院，低班生则转学入国立音乐院。
- 1945年8月遷杭州，1946年8月，國立北平藝術專科學校復校，徐悲鸿出任北平艺专校长，恢复音乐系，由赵梅伯主持。
- 中日戰爭期間，留守北京的師生則隸屬在日本扶持的臨時政府的統治，北平被更名為北京，學校也更名「國立北京藝術專科學校」。先後遷址到北京阜成門內井兒胡同和北京東城東總布胡同。校長為王石之和黃頵士。
- 1945年抗戰勝利，北京藝專重新隸屬南京國民政府，暫名為「教育部特設北平臨時大學補習班第八分班」。直到1946年，復名為國立北平藝術專科學校。
- 1949年音乐系与华北大学文艺学院音乐系等合并，在天津筹建中央音乐学院。
- 1949年11月，国立北平艺术专科学校和华北大学（三部美术系）合并，华北大学三部美术系的前身是成立于1938年的延安鲁迅艺术学院美术系。经中央人民政府批准，成立国立美术学院。徐悲鸿和罗工柳等参与创立国立美术学院，徐悲鸿担任第一任院长。
- 1950年1月，经中央人民政府政务院批准，正式定名为中央美术学院。4月1日，在王府井校尉胡同校址举行中央美术学院成立典礼。
- 1952年，京华美术学院（国画系、西画系）并入。
- 1973年，参与合组中央五七艺术大学。
- 1977年，中央五七艺术大学（原中央美术学院部分）再次分出，复校中央美术学院。
- 2017年9月21日，教育部、财政部、国家发展改革委印发《关于公布世界一流大学和一流学科建设高校及建设学科名单的通知》，公布世界一流大学和一流学科（简称“双一流”）建设高校及建设学科名单。中央美术学院位列95所一流学科建设高校之中，两个学科入选“双一流”建设学科名单，分别是：美术学、设计学。也是唯一一所两个学科入选“双一流”建设学科的艺术院校[6]。

## 院系概况

### 教学机构
- 中国画学院
- 书法学院
- 造型学科基础部
- 油画系
- 版画系
- 雕塑系
- 壁画系
- 实验艺术与科技艺术学院
- 设计学院
- 建筑学院
- 人文学院
- 城市设计学院（燕郊校区）
- 艺术管理与教育学院
- 中法艺术与设计管理学院（上海校区）
- 研究生院
- 马克思主义学院
- 修复学院

### 其他教育机构

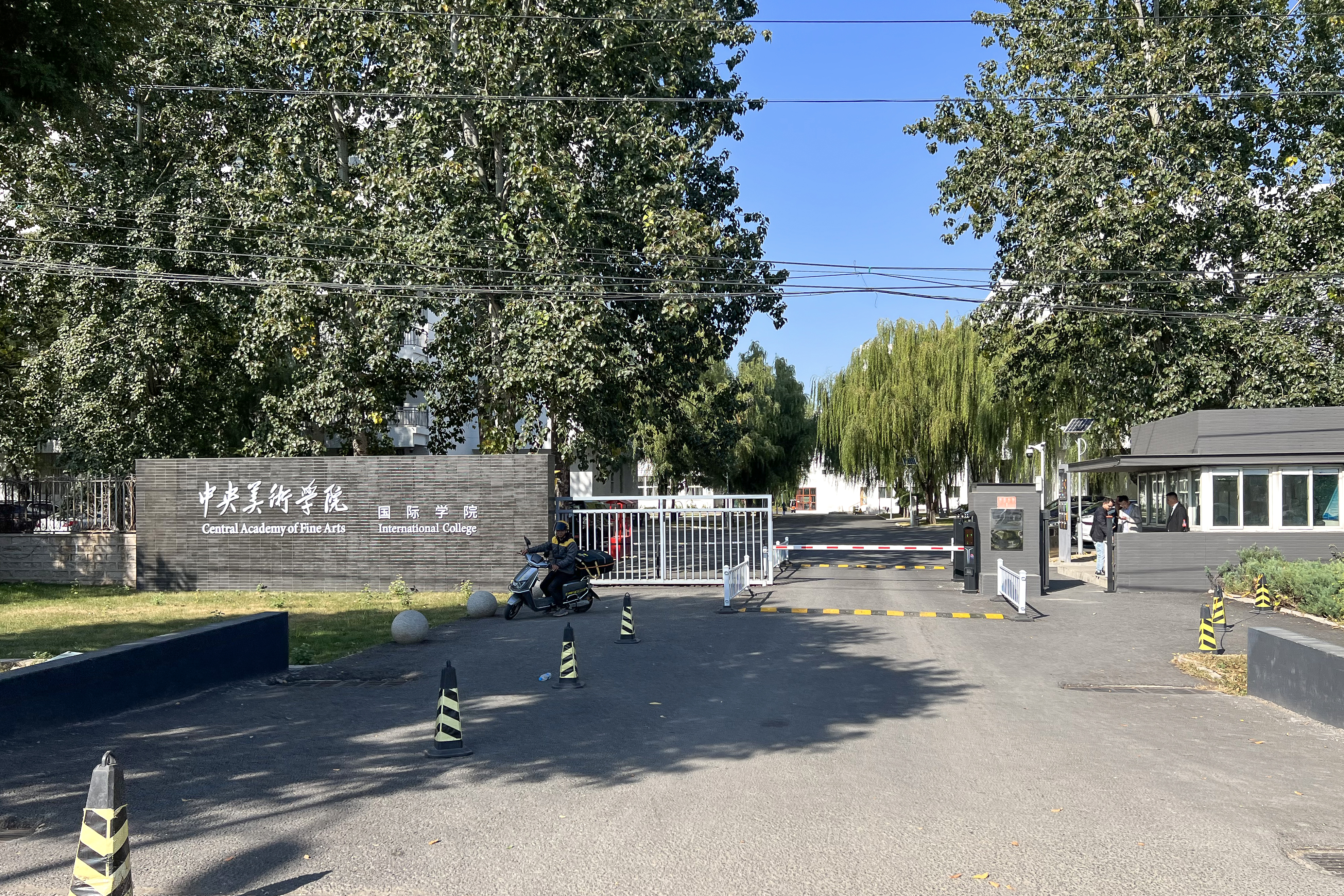
中央美术学院国际学院，原为中央美院城市设计学院后沙峪校区，2017年城市设计学院迁往燕郊校区

- 造型艺术研究所
- 继续教育学院
- 附属中等美术学校
- 中央美术学院国际学院

## 学术机构
中央美术学院素以关注现实、服务人民、崇尚学术的艺术创作和研究成果享誉社会。教学、创作、研究三足鼎立，奠定了我院教学研究型的办学定位。在教学、创作、研究三大任务中，创作和研究是源，教学是流，人才培养既由教学培养，更由创作和研究培养，通过研究进行学习的教育--这是高等美术教育的特点。
- 研究中心
  - 美术学研究所
  - 美术教育研究中心
  - 雕塑艺术创作研究所
  - 非物质文化遗产研究中心
  - 书法绘画比较研究中心
  - 设计研究所
  - 设计文化与政策研究所
  - 奥运研究中心
  - 建筑学院设计研究中心
  - 城市视觉文化研究所
- 中央美术学院美术馆，位于北京市朝阳区花家地南街八号的中央美术学院院内，由中央美术学院美术馆新馆、石膏陈列馆和教学展厅三部分组成。由日本著名建筑师矶崎新主持设计，建筑面积14,777平方米，展览面积6,000余平方米。[8]
- 中央美术学院图书馆，建馆历史悠久，主要设有艺术图书阅览室、期刊社科图书阅览室、外文图书阅览室、电子阅览室以及艺术中心书库、线装书库、珍本书库等。

## 学术刊物
- 《美术研究》，中央美术学院学报，1957年创刊，1979年复刊。
- 《世界美术》，由中央美术学院主办，中央美术学院《美术研究》杂志社出版。
- 《中央美术学院校报》

## 历任校长
| 任职开始时间 | 姓名   | 职务                     |
| ------------ | ------ | ------------------------ |
| 1918年       | 郑锦   | 国立北京美术学校校长     |
| 1925年       | 林風眠 | 國立北京藝術專門學校校長 |
| 1940年       | 王石之 | 國立北京藝術專門學校校長 |
| 1946年       | 徐悲鸿 | 国立北平艺术专科学校校长 |
| 1949年       | 徐悲鸿 | 国立美术学院院长         |
| 1950年       | 徐悲鸿 | 中央美术学院院长         |
| 1953年       | 江丰   | 中央美术学院代理院长     |
| 1958年       | 吴作人 | 中央美术学院院长         |
| 1979年       | 江丰   | 中央美术学院院长         |
| 1983年       | 古元   | 中央美术学院院长         |
| 1987年       | 靳尚谊 | 中央美术学院院长         |
| 2001年       | 潘公凯 | 中央美术学院院长         |
| 2014年       | 范迪安 | 中央美术学院院长         |
| 2023年       | 林茂   | 中央美术学院院长         |

## 校训
「尽精微，致广大」

## 校友
在95年的办学中，中央美术学院汇集了中国美术界一批以大师为代表的高端艺术人才，形成了蔚为壮观的美术教育精英队伍。
新中国建立前，中央美术学院在曲折的办学历程中，吸引了许多艺术名家担任教职，其中既有中国画大师，如陈师曾、齐白石、黄宾虹、潘天寿、吕凤子、陈之佛、蒋兆和、叶浅予、傅鑫畲、吴镜汀、李苦禅、李可染、王雪涛等，又有从海外留学归来的艺术大师和史论家，如顏文樑、林风眠、徐悲鸿、吴法鼎、闻一多、滕固、吴作人、常书鸿、艾青、庞薰琹、王临乙、滑田友、朱光潜等，一批颇具影响力的文艺界人士也曾在我校任教或兼课，如郁达夫、周作人、谢冰心、熊佛西、萧友梅、刘天华等，培养出了一批颇具影响力的人才，如王子云、刘开渠、谭祖尧、冼星海、雷圭元、李剑晨、王曼硕、傅天仇等。
建国后，中央美术学院人才济济，一支数量众多、思想进步、具有深厚人文素质的艺术人才队伍在我院形成，这支创作与教学上的杰出队伍在当时的中国美术界以及中国美术教育界蔚为大观，我院成为全国美术院校中师资力量最雄厚的美术学院。除建国前提到的上述教师外，各专业聚集并陆续培养了一批在全国享有盛誉的艺术家和美术理论家。
如国画专业的田世光、刘凌沧、宗其香、李斛、郭味蕖、高冠华、张仃、萧淑芳、李琦、刘勃舒、卢沉、周思聪、黄润华、姚有多、贾又福、郭怡孮、张立辰等；油画专业的胡一川、艾中信、罗工柳、董希文、王式廓、许幸之、冯法祀、倪贻德、吴冠中、戴泽、孙宗慰、韦启美、李宗津、赵域、林岗、侯一民、詹建俊、靳尚谊、高泉、孙滋溪、杜键、李天祥、钟涵、闻立鹏、潘世勋、朱乃正、袁运生等；版画专业的江丰、李桦、古元、彦涵、王琦、黄永玉、夏同光、陈晓南、洪波、伍必端等；雕塑专业的刘开渠、曾竹韶、王丙召、傅天仇、刘小岑、司徒杰、钱绍武等；美术史专业的王逊、王朝闻、蔡仪、常任侠、张安治、金维诺、邵大箴、李春、薄松年、汤池、李松涛、孙美兰、李树声等。这些专家构成了建国后中国美术界最杰出的美术创作队伍和史论研究队伍。
- 徐悲鴻
- 吳作人
- 李劍晨
- 艾中信
- 罗工柳
- 詹建俊
- 邱漢橋
- 靳埭強
- 隋建國
- 葛宇路：中央美术学院硕士研究生，因多起行为艺术事件而被大众所注目。

## 对外交流
学院与国际同类知名院校间开展互换学生交流学习，每学年学院有30余名学生到中国国外院校去交流学习，学期3-6月；每年接受中国国外院校学生60余名来该校学习，学期3-6月。
学院与以下国际院校有交换留学等校际交流合作：
- 罗德岛设计学院（Rhode Island School of Design）
- 加州艺术学院（California College of the Arts）
- 马里兰艺术学院（The Maryland Institute College of Art）
- 新南威尔士大学（College of Fine Arts, University of New South Wales）
- 悉尼大学（Sydney College of the Arts, University of Sydney）
- 斯温伯尔尼科技大学（Swinburne University of Technology）
- 东京艺术大学（Tokyo National University of Fine Art and Music）
- 多摩美术大学（Tama Art University）
- 京都市立艺术大学（Kyoto City university of Arts）
- 弘益大学 （Hong Ik University）
- 建国大学（Konkuk University）
- 格拉斯哥美术学院（Glasgow School of Art）
- 金士顿大学（Kingston University）
- 瓦伦西亚理工大学（Universidad Politecnica de Valencia）
- 卡尔斯鲁厄艺术与设计大学（The Karlsruhe University of Arts and Design）
- 奥芬巴赫设计学院（Hochschule fur Gestaltung Offenbach am Main）
- 丹麦皇家美术学院（Royal Danish Academy of Arts）
- 考丁设计学院（School of Design Kolding）
- 冰岛艺术学院（Iceland Academy of the Arts）
- 赫尔辛基艺术设计大学 （UNIVERSITY OF ART AND DESIGN HELSINKI）（现为阿尔托大学艺术设计学院）
- 奥斯陆国立艺术学院（Oslo National Academy of the Arts）
- 奥斯陆建筑和设计学院（Oslo School of Architecture and Design）
- 鹿特丹达库宁美术学院（Willem de Kooning Academy Hogeschool Rotterdam）
- 荷兰海牙皇家艺术学院（Royal Academy of Art, The Hague）
- 印度尼西亚日惹艺术学院（Indonesia institute of the Arts, Yogyakarta）
- 布拉格美术学院（Academy of Fine Arts in Prague）
- 巴黎国立高等美术学院（L'École nationale supérieure des Beaux-Arts de Paris (ENSBA)）
- 马赛高等美术学院（Ecole Supérieure d'Art et Design Marseille-Méditerranée (ESADMM)）
- 勒芒高等美术学院（Ecole Supérieure des Beaux-Arts de Le Mans）
- 格勒高等美术学院（Ecole Supérieure d’Art et Design Grenoble Valence）
- 里昂国立美术学院（École nationale supérieure des beaux-arts de Lyon）
- 雷姆高等美术学院（Ecole Supérieure d'Art et de Design de Reims）
- 南特国立高等美术学院（Ecole supérieure des beaux-arts de Nantes Métropole）
- 圣艾蒂安高等美术学院（Saint-Etienne Higher School of Art and Design (ESADSE)
- ESAG Penninghen
- Konstfack University College of Art, Craft and Design
- 歌德堡大学（University of Gothenburg）
- 苏黎世艺术大学（Zurich University of the Arts）
- 布鲁塞尔圣律克艺术高等学院（ESA ST-LUC BRUXELLES）
- 慕尼黑技术大学（TU München）
- 德国斯图加特大学（University of Stuttgart）
- 丹麦阿豪斯建筑学院（Aarhus School of Architecture）
- 卢塞恩应用科学与艺术大学（Lucerne University of Applied Sciences and Arts）
- 列支敦士登大学（Hochschule Liechtenstein）

## 参見
- 中國油畫
- 四大校長